# Barkley Shut Up and Jam!
Barkley Shut Up and Jam! (バークレーのパワーダンク?, Barkley's Power Dunk) è un videogioco di pallacanestro sviluppato da Accolade per Sega Mega Drive, Super Nintendo Entertainment System e Atari Jaguar.
Pubblicato nel 1994, il protagonista del gioco è Charles Barkley, NBA MVP della stagione precedente, ed è ambientato nei playground delle città in cui sono presenti le squadre della NBA (ad eccezione di Phoenix).
Del videogioco è stato prodotto un seguito, Barkley Shut Up and Jam! 2, distribuito nel 1995 per Sega Genesis. Nel 2008 dal gioco è stato tratto un fangame di genere JRPG dal titolo Barkley, Shut Up and Jam: Gaiden.

## Modalità di gioco
Il gameplay è basato sul NBA Jam.